# 塞馬河
50°28′05″N 12°58′18″E / 50.46806°N 12.971528°E
塞馬河是德國的河流，位於該國東部，流經薩克森自由州，屬於喬保河的右支流，發源自塞馬塔爾，河口處在泰馬爾巴德維森巴德。